# Bóg wojny
Pour plus de détails, voir Fiche technique et Distribution.
Bóg wojny ou Pani Walewska (Bóg wojny) est un film germano-franco-polonais réalisé par Aleksander Hertz, sorti en 1914.

## Fiche technique
- Titre : Bóg wojny
- Titre original : Bóg wojny
- Réalisation : Aleksander Hertz
- Société de Production : Pathé Frères
Sokól
- Photographie : Czesław Jakubowicz
- Pays d'origine : Pologne
- Date de sortie : 
  - Pologne : 1914

## Distribution
- Stefan Jaracz - Napoléon Ier
- Maria Dulęba - Marie Walewska
- Bronisław Oranowski - Józef Antoni Poniatowski